# Trybowanie (gastronomia)
Trybowanie – proces obróbki wstępnej surowego mięsa, ryb lub drobiu polegający na usuwaniu niejadalnych fragmentów (skóra, tłuszcz, włókna, kości), z których można sporządzać sosy, wywary i zupy.